# Rhacophorus laoshan
Rhacophorus laoshan är en groddjursart som beskrevs av Mo, Jiang, Xie och Annemarie Ohler 2008. Rhacophorus laoshan ingår i släktet Rhacophorus och familjen trädgrodor. Inga underarter finns listade i Catalogue of Life.